# Omaña
Omaña es una comarca tradicional de la provincia de León, comunidad autónoma de Castilla y León, en España. Se trata de una comarca histórica sin reconocimiento administrativo. La capital tradicional de la comarca es Murias de Paredes, que era cabeza de partido judicial hasta entrado el siglo XX. Omaña está formada por los municipios de Soto y Amío, Murias de Paredes, Riello y Valdesamario.
Aunque a veces el municipio Las Omañas se considera parte de Omaña, otros lo sitúan, por su carácter físico, en la ribera del Órbigo.

## Etimología
El topónimo «Omaña» —Oumaña en leonés— proviene,
de acuerdo con la tradición, del nombre que los romanos dieron a los
habitantes de esta zona: homus manium u «hombres dioses», por su
dureza y resistencia; esta interpretación es dudosa, puesto que la expresión homus manium no es correcta en latín y no es consistente con otros
topónimos con las mismas raíces. Otros análisis etimológicos más rigurosos desde los
puntos de vista lingüístico e histórico, concluyen que el nombre de la
comarca proviene de Aqua Mania o de Aqua Magna —«agua grande», río grande— que sería la antigua denominación del río que la atraviesa; es decir, el río prestó su nombre a la comarca y no al revés.

## Geografía física

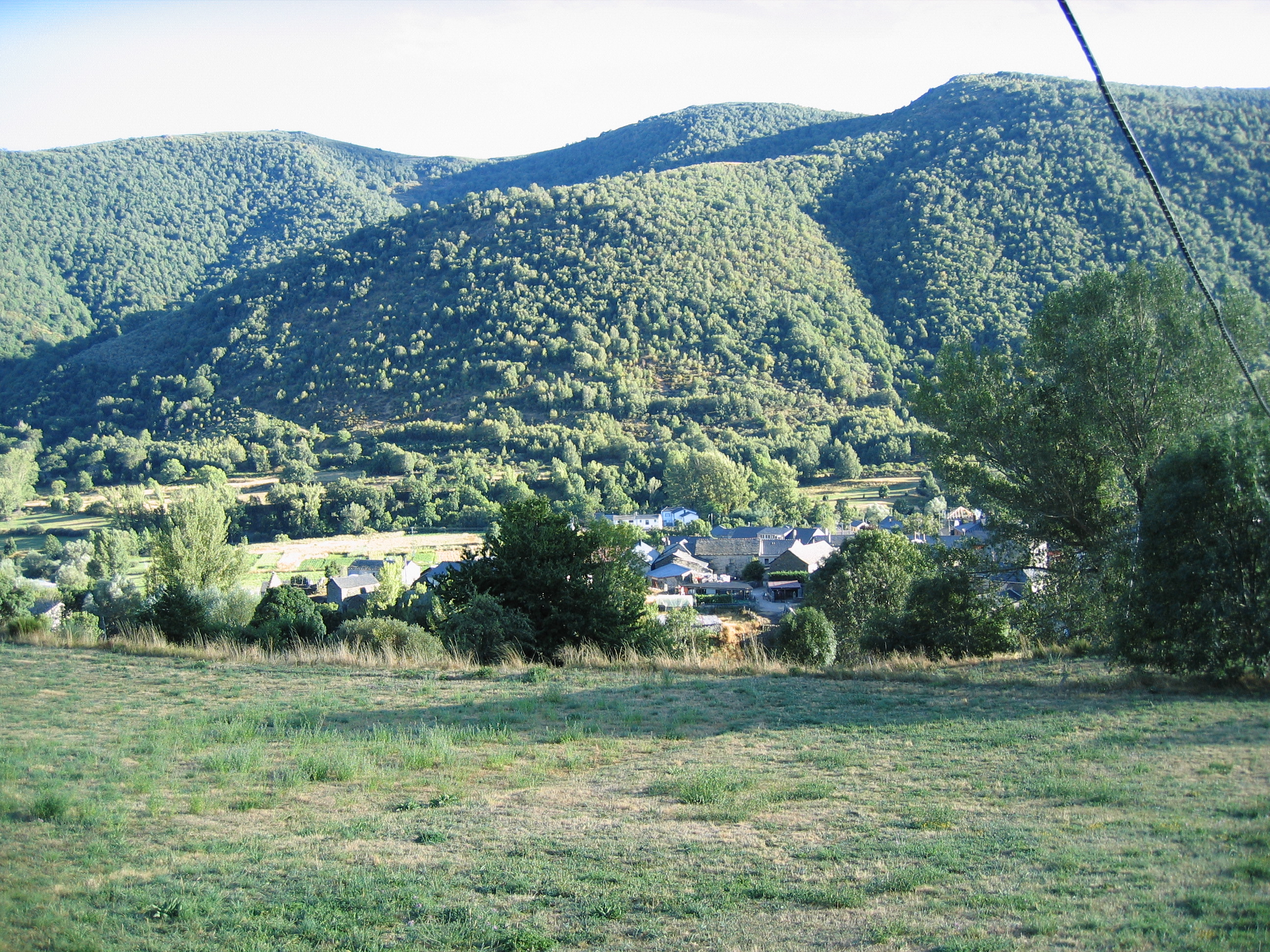
Montañas y valles configuran el paisaje en la comarca de Omaña

Omaña se encuentra en una zona montañosa, en el límite sur de la cordillera Cantábrica y
el límite noreste de los montes de León. Su condición de zona
limítrofe entre dos sistemas montañosos y de transición entre los
terrenos de la submeseta norte y la cordillera Cantábrica la dota de
un especial interés.
Omaña está separada de la mayoría de las comarcas vecinas por cadenas montañosas. En el límite con Babia, al norte, se encuentran el Alto de la Cañada y la sierra de la Filera. Al sur limita con la Cepeda y Boeza, destacando las cumbres del Pozo Fierro, el Suspirón y Arcos del Agua. Al oeste y noroeste, el Fasgarón, el Nevadín, el Tambarón y Piedra Negra la separan de Laciana y la comarca del Alto Sil. Al este y al sureste, el terreno desciende más suavemente hacia la Comarca de Luna y la tierra de Ordás. La transición entre las elevaciones occidentales y los valles fluviales que se extienden hacia el sureste se produce por un conjunto de relieves de altitud media, formados por procesos de erosión antiguos y denominados «sierras pandas»; El Cueto Rosales se encuentra en uno de estos cordales, cerca del centro geográfico de Omaña, y desde su cima se avista la mayor parte de la comarca y sus límites.
La comarca comparte nombre con el río Omaña, que constituye su eje principal. Alrededor del valle del Omaña se disponen los diferentes valles que configuran la comarca, siguiendo la antigua red de fracturas
hercínicas en dirección noroeste-sureste: El
Valle Gordo, el Valle Chico, La Lomba y Valdesamario —ocupados por los ríos Vallegordo, Sabugo u Omañón, Negro y Valdesamario o Ponjos respectivamente— así como los valles estrechos de la vertiente norte del Omaña, todos ellos con un carácter físico propio. A poca distancia de la desembocadura del Valdesamario, el Omaña se une al río Luna  en el municipio de las Omañas; aquí el valle fluvial se ensancha considerablemente y el terreno adquiere un carácter más pronunciado de llanura, considerándose ya parte de la Ribera del Órbigo.

### Clima
El carácter montañoso de Omaña determina en gran medida su clima, clasificado como mediterráneo continentalizado, con inviernos fríos y frecuentes heladas, y veranos cálidos y secos. La oscilación térmica anual ronda los 15 °C mientras que la diaria supera en ocasiones los 20 °C. Las precipitaciones se reparten de forma irregular a lo largo del año, siendo más escasas en verano y concentrándose al final del otoño, en los meses invernales y al principio de la primavera.
Según la clasificación climática de Köppen, la comarca se encuadra en la variante Csb, es decir, un clima de transición entre el clima mediterráneo(Csa) y el oceánico (Cfb), con la media del mes más cálido por debajo de los 22 °C pero superior a los 10 °C durante cinco o más meses, y caracterizado por temperaturas medias anuales por debajo de los 9 °C, precipitaciones cerca de los 1000 mm anuales, nevadas invernales y veranos secos.  Los parámetros climáticos pueden resumirse de la siguiente forma:
| Parámetros climáticos promedio de La Magdalena (temperaturas) y Vegarienza (precipitaciones)                                      | Parámetros climáticos promedio de La Magdalena (temperaturas) y Vegarienza (precipitaciones) | Parámetros climáticos promedio de La Magdalena (temperaturas) y Vegarienza (precipitaciones) | Parámetros climáticos promedio de La Magdalena (temperaturas) y Vegarienza (precipitaciones) | Parámetros climáticos promedio de La Magdalena (temperaturas) y Vegarienza (precipitaciones) | Parámetros climáticos promedio de La Magdalena (temperaturas) y Vegarienza (precipitaciones) | Parámetros climáticos promedio de La Magdalena (temperaturas) y Vegarienza (precipitaciones) | Parámetros climáticos promedio de La Magdalena (temperaturas) y Vegarienza (precipitaciones) | Parámetros climáticos promedio de La Magdalena (temperaturas) y Vegarienza (precipitaciones) | Parámetros climáticos promedio de La Magdalena (temperaturas) y Vegarienza (precipitaciones) | Parámetros climáticos promedio de La Magdalena (temperaturas) y Vegarienza (precipitaciones) | Parámetros climáticos promedio de La Magdalena (temperaturas) y Vegarienza (precipitaciones) | Parámetros climáticos promedio de La Magdalena (temperaturas) y Vegarienza (precipitaciones) | Parámetros climáticos promedio de La Magdalena (temperaturas) y Vegarienza (precipitaciones) |
| Mes | Ene.                                                                                         | Feb.                                                                                         | Mar.                                                                                         | Abr.                                                                                         | May.                                                                                         | Jun.                                                                                         | Jul.                                                                                         | Ago.                                                                                         | Sep.                                                                                         | Oct.                                                                                         | Nov.                                                                                         | Dic.                                                                                         | Anual                                                                                        |
| --- | -------------------------------------------------------------------------------------------- | -------------------------------------------------------------------------------------------- | -------------------------------------------------------------------------------------------- | -------------------------------------------------------------------------------------------- | -------------------------------------------------------------------------------------------- | -------------------------------------------------------------------------------------------- | -------------------------------------------------------------------------------------------- | -------------------------------------------------------------------------------------------- | -------------------------------------------------------------------------------------------- | -------------------------------------------------------------------------------------------- | -------------------------------------------------------------------------------------------- | -------------------------------------------------------------------------------------------- | -------------------------------------------------------------------------------------------- |
| Temp. media (°C) | 1.6                                                                                          | 2.8                                                                                          | 5.4                                                                                          | 7                                                                                            | 10.2                                                                                         | 14.5                                                                                         | 17.5                                                                                         | 17.2                                                                                         | 14.3                                                                                         | 9.6                                                                                          | 5                                                                                            | 2.5                                                                                          | 9                                                                                            |
| Precipitación total (mm) | 116.6                                                                                        | 87.50                                                                                        | 68.90                                                                                        | 73.60                                                                                        | 81.70                                                                                        | 48.80                                                                                        | 26.70                                                                                        | 32.30                                                                                        | 52.90                                                                                        | 106.60                                                                                       | 112.80                                                                                       | 142.50                                                                                       | 950.9                                                                                        |
| Fuente: Ministerio de Agricultura, Alimentación y Medio Ambiente. Datos de precipitación (1961-2003) y de temperatura (1961-2003) |                                                                                              |                                                                                              |                                                                                              |                                                                                              |                                                                                              |                                                                                              |                                                                                              |                                                                                              |                                                                                              |                                                                                              |                                                                                              |                                                                                              |                                                                                              |

### Accesos
La carretera LE-493 atraviesa la comarca; pequeñas vías comarcales comunican este eje principal con las distintas poblaciones. Las rutas principales de acceso a Omaña son, por el este, la autopista AP-66 o la carretera CL-623 (León-Villablino), tomando la LE-493 en la población La Magdalena. Por el oeste, se alcanza desde Villablino, en la CL-631, por el puerto de la Magdalena.
El aeropuerto más cercano es el de León, a unos 50 km.

## Geografía humana
Las poblaciones de Omaña son pequeñas y situadas a poca distancia
entre ellas. Este tipo de población dispersa es común a toda la zona
de la montaña de León. Cada valle cuenta con unas pocas aldeas, generalmente de
tres a cinco, que se suelen agrupar bajo el mismo municipio. El número de poblaciones agrupadas en un municipio
(o, antiguamente, un concejo) varía bastante. Por ejemplo, en el siglo XIX, la Lomba de Campestedo contaba con 7 localidades, mientras
que en el Concejo de Omaña había 21. A
lo largo de la historia, los municipios integrantes de la comarca han
experimentado bastantes reorganizaciones. A finales del siglo XX,
Riello se convirtió en el municipio con
mayor número de poblaciones, 31 en total, al fusionarse con él Campo de la Lomba y Vegarienza.
La sociedad en Omaña es fundamentalmente agraria. La administración de las diferentes unidades poblacionales de la comarca estaba tradicionalmente basada en el concejo abierto formado por los vecinos. Los concejos de aldea solían tener lugar en la entrada de la iglesia, convocados por un toque de campana especial. En estas reuniones se aplicaban las ordenanzas y los usos y costumbres del pueblo: se decidían cuestiones concernientes a la vecera de ganados, el uso de las tierras comunales y el agua de los riegos; se convocaban facenderas o «hacenderas» para el arreglo de caminos, fuentes y puentes; se juzgaban las contravenciones a las ordenanzas y se imponían multas. En las ordenanzas de los pueblos de los siglos XVII y XIX se daba una marcada primacía de los intereses colectivos sobre los individuales. Durante el siglo XX la peculiar organización social de la comarca se fue perdiendo junto a los modos de subsistencia tradicionales, en retroceso por la baja rentabilidad de las explotaciones minifundistas en una economía moderna, y al consiguiente despoblamiento de la zona, que se acelera a partir de los años 60.

### Demografía
| Gráfica de evolución demográfica de Omaña entre 1857 y 2021 |
| |
| Población de hecho según los censos de población del INE de Riello, Murias de Paredes, Campo de la Lomba, Vegarienza, Soto y Amío y Valdesamario. Población según la relación de unidades poblacionales del INE de Riello, Murias de Paredes, Soto y Amío y Valdesamario. |

La comarca contaba con casi 11 000 habitantes al empezar el siglo XX. A partir de entonces la población empezó a emigrar, mayoritariamente a Argentina, Brasil y Venezuela al comienzo, y a Europa y otras regiones de España y de la provincia de León a medida que iba avanzando el siglo. El censo de 1986 ya contabilizaba solo 4000 habitantes y en 2011 no llegaban a 2400. La emigración ha conllevado no solo el despoblamiento de la comarca, sino también el envejecimiento de la población, ya que emigra principalmente la gente joven, lo cual dificulta las perspectivas de recuperación.

## Geología
Una parte importante del terreno de la cuenca del Omaña está constituido por pizarras y
esquistos precámbricos; en zonas del norte, noroeste y sur de la comarca se encuentran cuarcitas, areniscas y pizarras de origen cámbrico y ordovícico. El límite meridional entre rocas precámbricas y cámbricas transcurre por la línea imaginaria que une las poblaciones de Posada de Omaña e Inicio; en esta franja, se aprecia la formación de caliza de Vegadeo, con alta participación de carbonatos. La calizas y mármoles rojizos encontrados en Fasgar y Rosales corresponden a los niveles superiores de esta formación Asociados a esta formación se han hallado minerales de cobre y oro de reducido valor económico.
Dispuestos sobre las rocas más antiguas, se encuentran afloramientos del carbonífero en dos zonas: 1) al norte, en Manzaneda de Omaña y Sosas del Cumbral, posiblemente parte del depósito del periodo estefaniense que se extiende entre La Magdalena y Villablino 2) al sur, en el valle de Valdesamario; se puede destacar este último por la importancia económica de sus depósitos de carbón y por la presencia de un yacimiento de fósiles vegetales, descubierto en 2006.
Los depósitos glaciares son poco importantes, concentrándose cerca del Suspirón, en el Valle Gordo y en los límites occidentales de la comarca, donde los procesos glaciares han conformado los valles del Campo de Santiago y de Fasgarón y de Vivero, al pie del Nevadín. Un evento geológico destacable en la actualidad es la captura fluvial por la cuenca del Sil,
que presenta mayor pendiente y tiene mayor capacidad erosiva; esto resulta
evidente en el puerto de la Magdalena, y en el término de Murias de Ponjos, municipio de Valdesamario. El mismo fenómeno se observa en la cabecera del río Luna
en Laciana.

## Flora y fauna

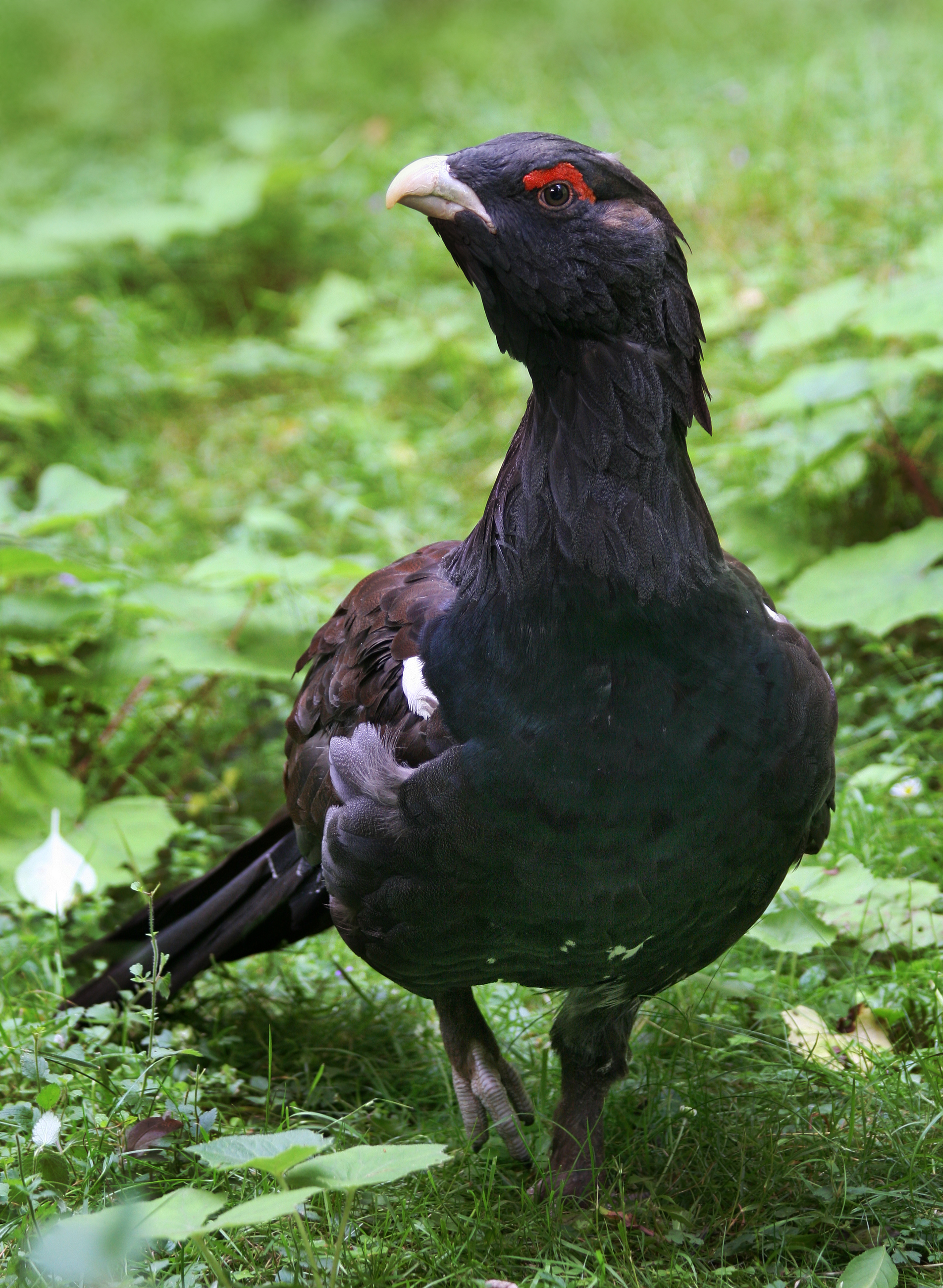
El urogallo cantábrico, una especie amenazada en Omaña y Valdesamario

Omaña forma parte de la reserva de la biosfera de los valles de Omaña y Luna. Parte de la comarca ha
sido declarada como Lugar de Importancia Comunitaria, Espacio Natural y ZEPA (Zona de Especial Protección para las Aves).
En las cotas más altas se da la vegetación típica de matorral, abundando los piornos (escobas) y urces o brezos. Este tipo de vegetación tiende a ocupar las tierras centenales abandonadas. También son características de la zona las praderas de alta montaña (brañas) tradicionalmente dedicadas a los pastos. Los rebollos (Quercus pyrenaica) cubren grandes extensiones de
terreno. En la zona de fondo valle abundan los chopos,
negrillos y alisos. También son característicos de la comarca los abedulares.
Entre las especies animales se pueden mencionar los corzos,
jabalíes, las águilas reales y halcones peregrinos, especies singulares como
el lobo ibérico, el desmán ibérico, el alcaudón dorsirrojo y la perdiz pardilla, y especies endémicas de la montaña noroccidental, como la liebre de piornal. La
trucha común abunda en el Omaña y también se encuentra en sus afluentes. Omaña es parte del territorio de dos importantes especies
amenazadas: el oso pardo y el urogallo cantábrico. Aunque grandes extensiones de la comarca constituyen un hábitat idóneo para los urogallos, la construcción de parques eólicos es considerada como una importante amenaza para la recuperación de esta especie en la zona.

## Economía
La economía de Omaña se basa en la actividad
agropastoril. La proporción de tierras labradas en los años 50, época
donde aún se daba la tradicional economía de autoabastecimiento, era
alrededor del 14% de la superficie comarcal. Estos terrenos se
concentran en los alrededores de los núcleos de población. Los
productos de la huerta (legumbres, berzas y patatas) se dedican principalmente al autoconsumo.
Antiguamente el lino se cultivaba para la confección de tejidos. Las linares se situaban en las tierras de regadío más fértiles, situadas
al fondo de los valles. Las tierras de secano en las laderas se
dedicaban al cultivo de los cereales, principalmente el centeno. A
diferencia de las lineares y las huertas, divididas en minifundios,
las tierras centenales eran parcelas abiertas distribuidas en hojas para agrupar las tierras sembradas y poder dejar pastar al ganado en las de barbecho. De esta manera se obtenía el máximo rendimiento del terreno.

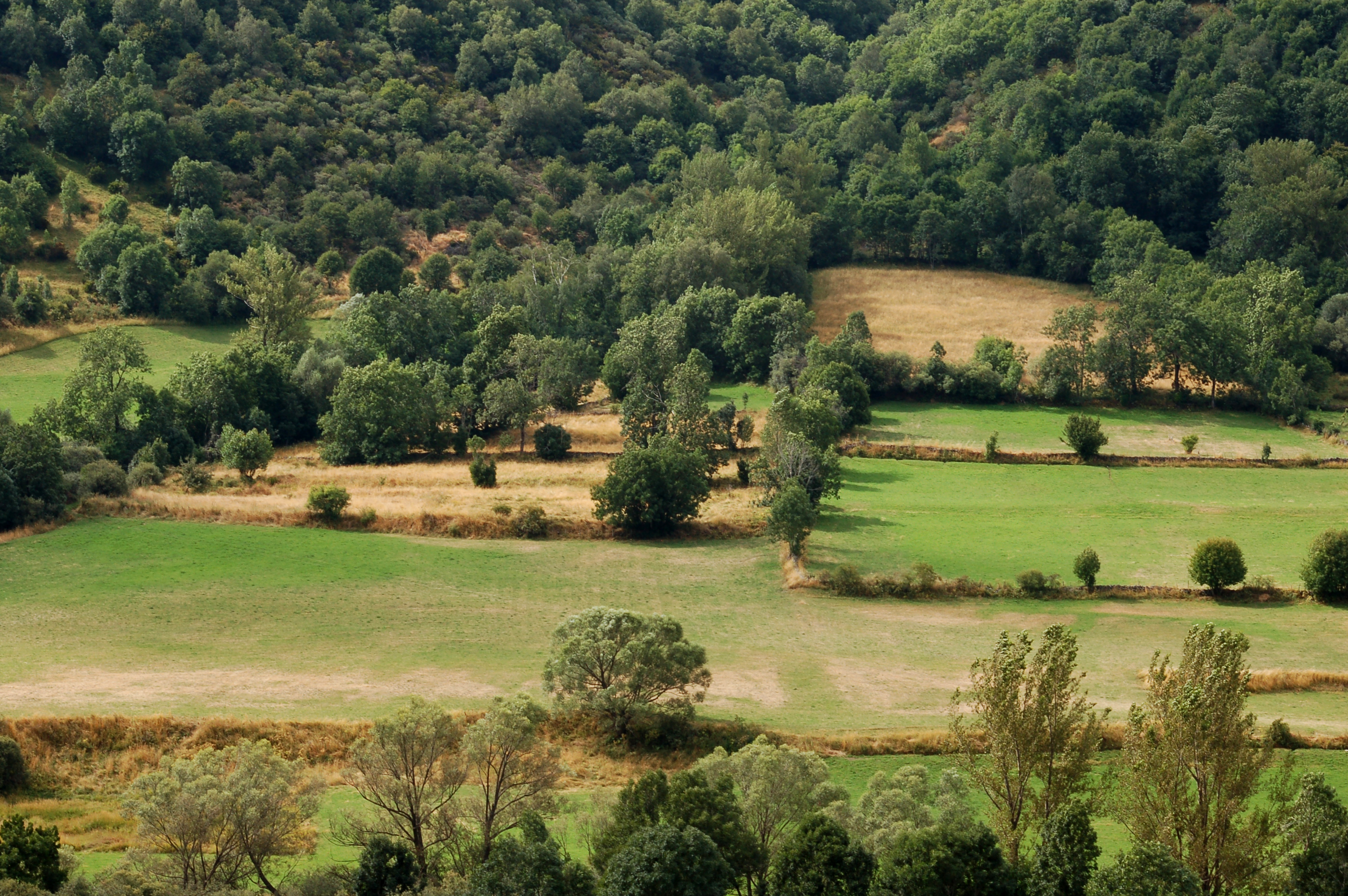
Las pequeñas parcelas acotadas constituyen el tipo de explotación agrícola más frecuente en Omaña.

 Los terrenos no cultivados, situados en las zonas de montaña proporcionaban piedras y madera para la construcción de las viviendas y objetos de uso cotidiano y también pastos para la ganadería mayor y menor. Estas tierras solían ser comunales y su explotación estaba reguladada por las ordenanzas de los concejos. Los prados de regadío en cotas más bajas suministraban la hierba para alimentar al ganado durante el invierno.
La ganadería ha sido tradicionalmente la principal fuente de ingresos para los habitantes de la comarca, que vendían la mantequilla, lana y animales engordados para el mercado. A cambio, los habitantes adquirían azúcar. vino y otros artículos que no se producían en Omaña. Las actividades comerciales tenían lugar principalmente en los mercados de Riello y El Castillo y Murias de Paredes, aunque los habitantes también se desplazaban a San Emiliano y a Villablino, fuera de la comarca. En ocasiones se emprendían viajes más largos, a Astorga o Villamañán. Los intercambios comerciales han adquirido una mayor importancia a medida que se mejoraban las comunicaciones y los medios de transporte. En la segunda mitad del siglo XX, la explotación de las minas de carbón de Laciana, Luna y Valdesamario también se convirtió en una actividad importante, si no lo suficiente para frenar el proceso de emigración, al menos para mejorar la economía de los habitantes restantes. Desafortunadamente el sector minero también entró en crisis hacia el final del siglo XX.
En la actualidad la despoblación ha supuesto el abandono de muchas tierras cultivables, sobre todo en el caso de los cultivos destinados al autoconsumo. El cultivo del centeno ha desaparecido y el las tierras más fértiles se suelen dedicar a la producción de pasto para la cabaña ganadera, que aún mermada por la despoblación, sigue siendo una parte importante de la actividad económica en la zona. En la primera década del siglo XXI ha empezando a despegar el sector del turismo rural, beneficiado por la designación de Omaña como reserva de la biosfera; otro factor positivo para el turismo fue el abandono de un plan para embalsar el río Omaña en 1993; esto ha despejado incertidumbres sobre el futuro de Riello y otras poblaciones de los alreadedores que hubieran resultado inundadas, y que habían supuesto hasta entonces un freno a las inversiones en esta área. Los parques eólicos, aunque muy controvertidos por su posible impacto ecológico, también suponen una fuente de ingresos para los municipios donde se instalan.

## Historia

### Historia antigua
Aunque no se conocen muchos detalles sobre la historia antigua de
Omaña, la presencia humana parece remontarse por lo menos hasta
la Edad del Bronce, a juzgar por los hallazgos arqueológicos de la
comarca, entre los que se encuentran el caldero de Villaceid,
el ídolo de Rodicol y varias hachas de bronce. Los castros son numerosos en la zona. La cultura castreña se asocia a los
astures, aunque muchos fueron utilizados durante la ocupación romana como bases para organizar la
intensa explotación minera de la zona que tuvo lugar en esta época. Como testimonio de la explotación aurífera quedan indicios de canales en Valdesamario y el Valle Gordo, desmontes de tierra y arenas removidas en
la Garandilla, Guisatecha, y Barrio de la Puente y restos
de dos ramales de la Rodera Asturiana, uno que pasaba por Ponjos y
Rosales y otro que transcurría por la Garandilla,
Inicio, Castro, y Riello.

### Edad Media
No hay datos específicos sobre Omaña durante el periodo comprendido entre el
fin del dominio romano y el siglo IX. En general, el área
montañosa cantábrica, sin núcleos de población importantes, quedó
fuera de las luchas por el poder de los pueblos godos y
evolucionó hacia una organización económica y social autárquica. Cabe
suponer una emigración desde las llanuras alrededor de las ciudades y
villas, regularmente sometidas a invasiones y saqueos,
hacia las zonas montañosas y una ocupación continua o reocupación de
los antiguos castros, pero no existen datos que lo confirmen inequívocamente.
La ausencia de centros de población importantes que pudieran servir de
base para la dominación efectiva de la población, junto con la presencia de estructuras defensivas antiguas, se ha avanzado como
explicación de la resistencia de esta zona al dominio musulmán.
En cualquier caso, esta circunstancia fue clave
para la defensa del nuevo Reino de Asturias y la consiguiente
conquista de los territorios de la cuenca del Duero. A partir de esta época empezaron a hacerse referencias a las poblaciones actuales
de Omaña, como Vega de Arenza (Vegarienza), Murias de Paredes
y Ameo (Amío) ya en el siglo IX. También se nombra a
los ríos Omania o Ommania y Samario. El
nombre tierra de Omania aparece en documentos de 1154.

### El señorío de los Condes de Luna

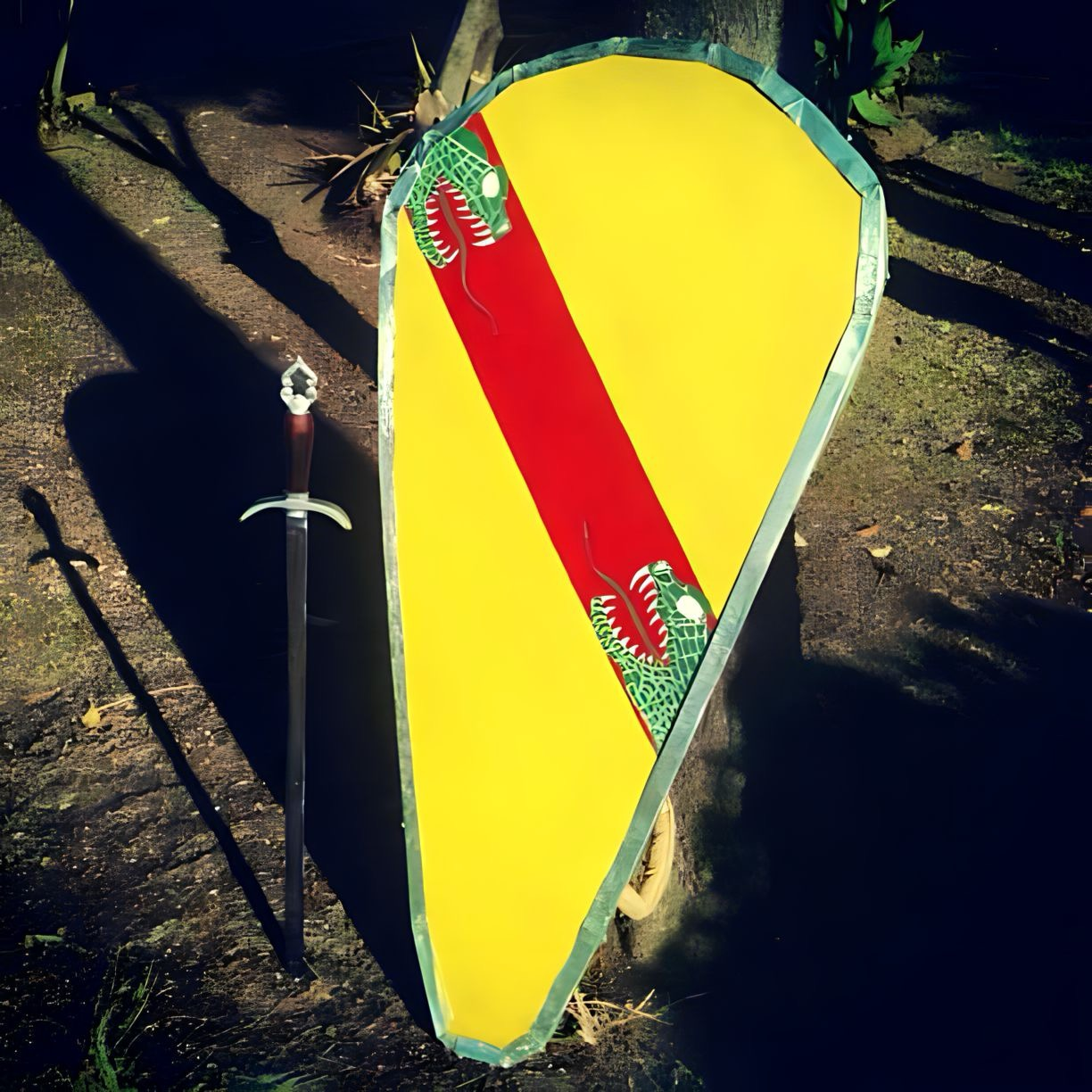
Recreación de un escudo medieval con los blasones de los señores de Omaña.

Hasta el siglo XII los pobladores de la montaña eran esencialmente libres, respondiendo solo ante el rey. Esta situación cambió a medida que el poder real se debilitaba frente a la nobleza emergente, la cual intentó imponer su dominio sobre los concejos. Estos últimos consiguieron una victoria inicial en el siglo XIII, al otorgar Alfonso X el Sabio fueros que confirmaban a Omaña, —compuesta entonces por los concejos de Paredes, Traversales, La Lomba de Campestedo y Omaña— Luna, Babia, Laciana y otros como dependientes tan solo del poder real.
Aunque monarcas posteriores otorgaron el gobierno de estos territorio a varios señores —por ejemplo, Alfonso XI se lo concedió a su hijo bastardo, luego Enrique II, el cual se lo cedió a Ruy Pérez Ponce—, los concejos seguían disfrutando de ciertos privilegios y autonomía jurídica, hasta que el primer conde de
Luna, Diego Fernández de Quiñones se apoderó de ellos por la fuerza.
El conde de Luna impuso prestaciones abusivas a los vecinos, incluyendo el pago del «pan del cuarto» consistente en la cuarta parte del grano producido por los campos cultivados. Los concejos omañeses de Traversales, la Lomba de Campestedo y Omaña —al que se había incorporado por aquel entonces Paredes— iniciaron una serie de pleitos que acabaron en 1526 mediante una sentencia de la Chancillería de Valladolid confirmando el señorío de los Condes de Luna, pero rebajando el fuero concedido a estos a 10 maravedíes y medio por vecino. El concejo de Villamor de Riello, que no participó en los pleitos, siguió pagando el pan del cuarto; este derivó al paso del tiempo en un pago fijo de ciento cuatro cargas de centeno repartidas entre los pueblos integrantes del concejo. En el siglo XIX el resto de los municipios de Omaña quedaron libres de toda prestación a los condes de Luna, excepto en el caso de Villamor: la casa de Luna logró vender sus derechos a particulares, los cuales inscribieron el gravamen en el registro de propiedad de Murias de Paredes en 1914 sin que los titulares fueran informados, en infracción de las leyes vigentes. En 1931, durante la Segunda República las Cortes constituyentes anularon este último vestigio del feudalismo gracias a la intervención del notario Vicente Flórez de Quiñones.

### SiglosXIXyXX
Los cambios políticos del siglo XIX tuvieron poco impacto en Omaña, aparte de las sucesivas recomposiciones de sus concejos, agrupados ya a mitad del siglo en municipios; estos ajustes en la administración territorial fueron a veces criticados como inútiles y poco respetuosos con los usos tradicionales. Ninguna administración logró implementar políticas positivas para la comarca, que empezó a encontrarse cada vez más marginalizada. Esta situación condujo a la paulatina despoblación del territorio por la emigración a partir del principio del siglo XX; la emigración se aceleró en la segunda mitad del mismo siglo, sobre todo a partir de la implantación del Plan de Estabilización de 1959, que agudizó el contraste entre el modo de vida de Omaña, en muchos respectos similar al de varios siglos atrás, y la progresiva prosperidad de otras regiones españolas. No fue hasta la declaración como «Comarca de Acción Especial» en el Real Decreto 3418 del 29 de diciembre de 1978, que se hizo un esfuerzo para mejorar las infraestructuras, medidas que sin embargo llegaron tarde para frenar el proceso de despoblación.

## Cultura

### Lengua
La lengua tradicional de Omaña es el leonés (dialecto occidental), aunque en situación de diglosia frente al castellano. A partir del siglo XX, esta última lengua se empezó a imponer en el lenguaje hablado y a principios del siglo XXI el uso del leonés es minoritario y relegado principalmente al uso familiar, aunque ha dejado una clara influencia en la variante del castellano en uso en la zona.
Ante la amenaza que pesa sobre la lengua autóctona, ha habido varios esfuerzos para estudiar sus rasgos distintivos y recopilar el vocabulario propio de la comarca. El P. César Morán fue uno de los primeros estudiosos que documentó ejemplos del habla tradicional y realizó una recopilación de vocabulario, seguida por otras realizadas por diversos autores. Entre los esfuerzos más recientes para preservar el habla tradicional, cabe destacar el de Margarita Álvarez Rodríguez quien en 2010 publicó un completo estudio de los rasgos fonéticos, morfológicos y del vocabulario propios de Valdesamario.

### Arquitectura

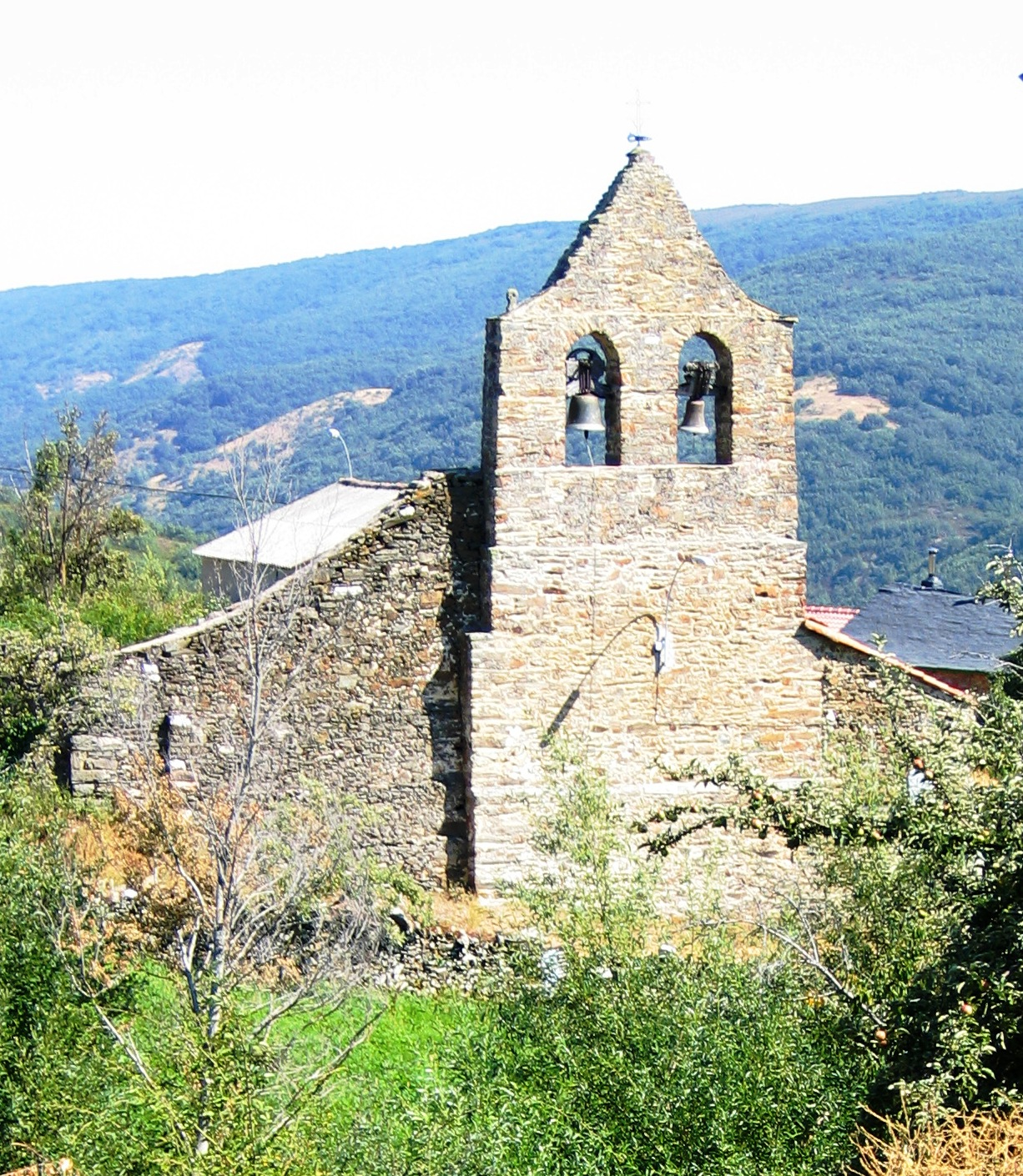
Iglesia típica de Omaña

La arquitectura tradicional omañesa se basa en la piedra y la madera como materiales preferidos de construcción. Las casas suelen ser de planta rectangular, con cubiertas inclinadas, como es habitual en un clima donde las nevadas son abundantes. Tradicionalmente los techos se recubrían con «cuelmos» (manojos de paja de las cosechas de centeno). El techado de paja (teito) constituye un buen aislante térmico, aunque se deteriora con el tiempo y debe ser reparado regularmente, llegando a durar un máximo de hasta 20 años. El uso de llares con fuegos abiertos para cocinar conllevaba un riesgo importante de incendio y en ocasiones llegaban a arder barrios o pueblos enteros. El abandono del cultivo del centeno y la despoblación han hecho desaparecer poco a poco las cubiertas de cuelmo, que ha sido sustituidos por teja o pizarra o, en edificios auxiliares simplemente recubiertas con uralita. La madera utilizada en la construcción era de roble, abedul o chopo. Aunque el estilo de las viviendas y otras construcciones es funcional y a menudo rústico, se observan muchos ejemplos de elementos decorativos, sobre todo en los cercos de ventanas y vanos y el encalado de las paredes. Hay bastantes ejemplos de fachadas decoradas con blasones familiares, en diversos estados de conservación. Otro elemento arquitectónico a destacar son los corredores o curridores, bien abiertos o cerrados por cristaleras, siendo estos últimos más raros.
Las casas, de uno o dos pisos suelen distribuirse alrededor de un corral interior. La vivienda tradicional contaba al menos con dos piezas: la cocina y el cuarto; en la cocina se encontraba el hogar o llar, situado en el centro o adosado a una pared, y el horno para amasar pan. Las construcciones más primitivas no tenían chimenea, y el humo se disipaba a través de los huecos del techado. Posteriormente se empezaron a construir en losa y, más tarde, en ladrillo. Los establos, corte (corral) y otras estancias para los animales se situaban a veces bajo las habitaciones de la vivienda, para proporcionar calor a estas. El pajar se encontraba en el piso superior, aunque a menudo se dedicaba a este fin una construcción separada de la vivienda, para aminorar el riesgo de incendios.
El edificio más destacado en las poblaciones omañesas suele ser la iglesia. Además de celebrarse en ellas los servicios religiosos, las reuniones del concejo solían tener lugar en sus pórticos. Muchas están en buen estado de conservación. Los campanarios son en espadaña, con una o dos campanas, a medudo de tamaño diferente, las cuales se utilizaban para diferentes avisos dependiendo de la secuencia y el ritmo de las campanadas. A pesar de la sencillez de su exterior, los interiores están decorados con hermosos retablos, altares y tallas; estas últimas datan en ocasiones de la Edad Media.

### Gastronomía

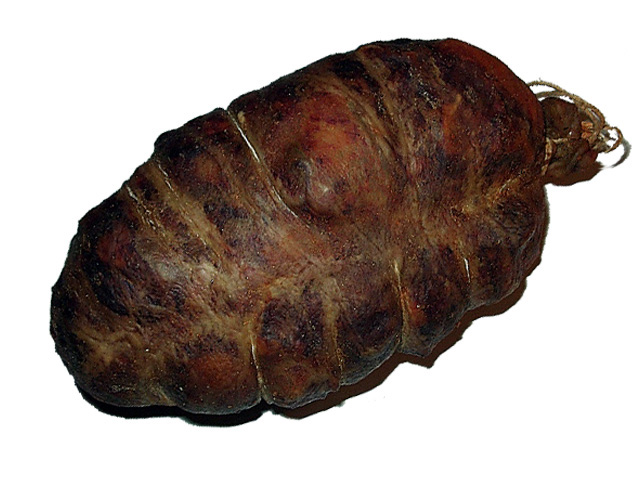
Llosco

La economía de autoabastecimiento determina los alimentos consumidos por los omañeses durante buena parte de la historia de la comarca. La dieta tradicional se basa en los siguientes elementos:
- Ganado doméstico y sus productos: Leche y sus derivados, huevos y carne. Aunque se consumía la carne de ganado ovino, vacuno y de las aves de corral en ocasiones especiales o cuando se producía la muerte accidental de un animal, la carne más consumida era la de cerdo, criado normalmente con este fin. La matanza del cerdo o Samartino o Sanmartino era un día muy especial;[47] en ese día se confeccionaban las morcillas, chorizos y lloscos que se consumirían durante todo el año siguiente.
- Piezas de caza, como jabalíes, liebres, perdices, y pesca, como las truchas.
- Pan, casi siempre de centeno.
- Legumbres y verduras cultivadas en la huerta familiar, tales como las patatas, berzas, fréjoles, habas, garbanzos, guisantes, etc. y frutas, cultivadas o silvestres: manzanas, cerezas, peras, nisos (variedad de ciruela), castañas, moras, arándanos azules y miruéndanos. Las patatas, al conservarse durante mucho tiempo, tenían tanta importancia como el pan o el cerdo y se consumían en casi todas las comidas.

Entre los platos típicos destacan, entre otros, el cocido omañés, las migas, las sopas de ajo, la sopa de trucha, el brazo de gitano, los fisuelos — llamados también frisuelos —, los miajotes, consistentes en una pasta hecha con moras y pan. También son famosos los licores de orujo de guindas, arándanos y otras frutas.

### Fiestas populares
Omaña cuenta con muchas fiestas populares aunque, como ocurre con numerosas tradiciones de la comarca, los elementos característicos de las festividades corren el riesgo de perderse. Muchas de ellas son de carácter religioso: se celebran la Navidad, el día de los Reyes Magos, la Semana Santa y el Corpus Christi, además de las fiestas de los santos y vírgenes patrones de cada pueblo. La celebración religiosa más importante, y que aún cuenta con un gran seguimiento, es la romería de Pandorado, que tiene lugar el 15 de agosto. En la romería se celebra una procesión en la que participan los  pendones de los pueblos de Omaña.
Entre las fiestas profanas, destaca la zafarronada (fiesta de carnaval). En la zafarronada, el personal principal es el zafarrón, disfrazado con una piel de oveja, cencerros y una careta de carnero; el zafarrón recorre los pueblos acompañado de otros personajes como el ciego, la ciega, las gitanas, el torero y el toro; en el pasado, el zafarrón y su cortejo iban de casa en casa, para recibir algún alimento o dinero; en las casas donde no se les daba nada, arrojaban cenizas a los propietarios. Al final del desfile, la comitiva se reúne en Riello, donde se celebra la corrida, y se finaliza la fiesta con una gran hoguera. Otra celebración que todavía cuenta con gran arraigo es el «Sábado Castañero», celebrado antes de la Navidad.
Otra festividad de interés es la quema de la vieja (La queima de la vieya), celebrada el 30 de abril; los niños formaban una pila con urces, escobas y paja, incorporando algunas prendas femeninas para representar a la mujer de más edad del pueblo. Al oscurecer, prendían fuego a la pila y corrían y saltaban alrededor de la hoguera portando fachas (teas largas de paja de centeno). La fiesta se acaba cuando solo quedan rescoldos del fuego. Se piensa que esta fiesta puede tener su origen en la fiesta que celebraban los romanos al principio de la primavera en honor de Anna Perenna, diosa que se aparecía en forma de vieja a los plebeyos sublevados para aprovisionarles de víveres. La población de Murias de Paredes está intentando rescatar esta tradición.

### Leyendas
Muchas de las leyendas de Omaña se refieren a apariciones o milagros de la Virgen y santos, o tienen su origen en hechos históricos, más o menos mitificados. El milagro de la Virgen de Pandorado, relatado arriba, es un ejemplo del primer tipo.
Entre las leyendas del segundo tipo, la más notable es la leyenda de Don Ares de Omaña, asesinado por su tío Pedro Suárez de Quiñones. El primero se convirtió en un símbolo de la resistencia omañesa frente a los Quiñones, pasando a ser el sujeto de numerosas coplas, romances e historias. Otras leyendas tratan sobre Santiago Apóstol  persiguiendo a los musulmanes en las batallas que habrían tenido lugar contra estos en la comarca.
También hay numerosas leyendas de origen más incierto; estas historias versan sobre tesoros escondidos en el interior de la montaña (por ejemplo, los lingotes de oro del Suspirón), en las fuentes, o en el fondo de los lagos, así como sobre proezas o encantamientos realizados por moros. Véase, como ejemplo, las leyendas de Rosales.